# Paragraaf 175 (film)
Paragraaf 175 is een documentaire uit 2000 van de regisseurs Rob Epstein en Jeffrey Friedman en met de stem van Rupert Everett als verteller. De film gaat over het leven van verschillende mannen die door de nazi's werden gearresteerd voor homoseksualiteit op grond van paragraaf 175, de bepaling van het Duitse strafwetboek betreffende sodomie die teruggaat tot 1871.
Tussen 1933 en 1945 werden 100.000 mannen gearresteerd op grond van paragraaf 175. Sommigen werden gevangengezet, anderen werden naar het concentratiekamp gestuurd. Slechts 4000 overleefden dit.
In 2000 waren er minder dan tien mannen bij leven bekend. Vijf mannen kwamen voor het eerst naar buiten om hun verhaal te vertellen in deze documentaire, ervan overtuigd dat zij de laatste zijn die de niet eerder vertelde verhalen over het Derde Rijk kunnen vertellen.
Paragraaf 175 gaat over een gat in de geschiedenis en onthult de persoonlijke verhalen van homoseksuele vrouwen en mannen die het aan den lijve hebben meegemaakt en de blijvende consequenties ervan. Dit zijn: Karl Gorath; Gad Beck, de half-joodse verzetsstrijder die tijdens de oorlog vluchtelingen hielp ontsnappen uit Berlijn; Annette Eick, de joodse lesbienne die naar Engeland wist te vluchten met behulp van een vrouw op wie ze verliefd was; Albrecht Becker, de katholieke Duitse fotograaf die werd gearresteerd en gevangengezet voor homoseksualiteit en het leger inging omdat hij "bij mannen wilde zijn"; Pierre Seel, de tiener uit de Franse Elzas die zag hoe zijn geliefde levend in het kamp werd opgevreten door honden.

## Première
De film beleefde zijn première op 22 januari 2000, tijdens het Sundance Film Festival.
 In Nederland was dit op 30 maart 2001, tijdens het Amnesty International Film Festival

## Award
- Teddy Award voor beste documentaire, 2000